# Upplands runinskrifter Fv1959;255
Upplands runinskrifter Fv1959;255, U Fv1959;255, är ett vikingatida runstensfragment av granit i Fresta kyrka, Fresta socken och Upplands Väsby kommun. Fragmentet är inmurat i kyrkans södra vägg. Det hittades 1957 när kyrkan rappades om. Fragmentets mått är 33 gånger 19 centimeter.

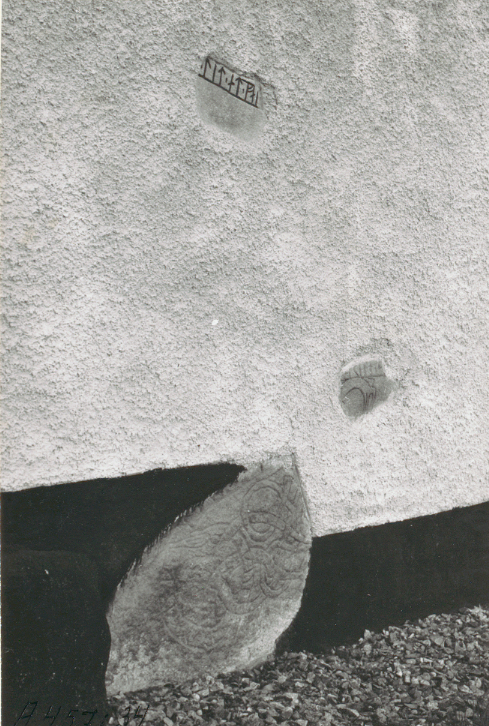
U Fv1959;255, U 254 och U 253 (uppifrån och ned).

## Inskriften
Translitterering av runraden:
... lit ' at ' fa(þ)... ...
Normalisering till runsvenska:
... let at fað[ur] ...
Översättning till nusvenska:
... lät efter fader ...